# みつけてピクミン

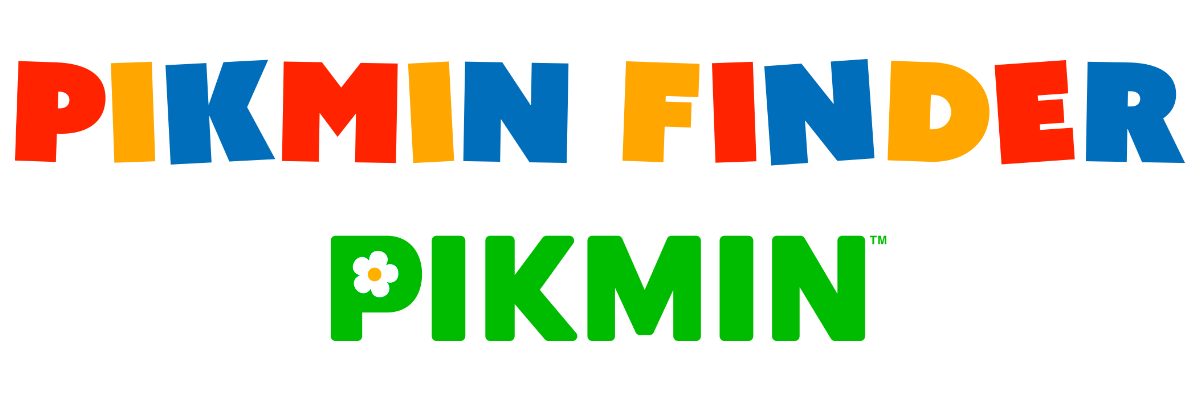
英語版のタイトルロゴ

『みつけてピクミン』（英題：Pikmin Finder）は、ナイアンティック子会社の8th Wallが開発し任天堂より2023年9月1日に公開されたiOS/Android向けの無料ブラウザゲーム。

## 概要
任天堂のピクミンシリーズを題材としたARゲーム。プレイヤーは、スマートデバイスのカメラを通じて画面に映る現実の風景を見回し、その中で様々な場所に埋まっているピクミンを探し出してスワイプ操作で引っこ抜く。ピクミンが一定数集まると一旦画面外に消えた後に「オタカラ」を運んでくる。これを繰り返して全20種類のオタカラを集めることがゲームの目的で、シンプルな内容となっている。このほか、ピクミンやオタカラを撮影して保存やシェアを行う機能もある。
本作リリース時に任天堂からのアナウンスは行われていない。2023年9月1日から9月4日の期間にアメリカのシアトルで開催された任天堂主催イベント「Nintendo Live 2023 SEATTLE」に合わせて公開され、来場者に対して、本作を読み込むQRコード付きのカードが配布された。また、Nintendo TOKYOなど任天堂のオフィシャルストアの来客にも同様にカードが配布されている。こうしたことから、本作は、イベントや入店の待ち時間に遊ぶことを想定して制作されたとみられている。